# Chutes de Tinkisso
Les chutes de Tinkisso sont une cascade sur la rivière Tinkisso située près de Dabola dans le centre de la  république de Guinée,.

## Description
Les chutes de Tinkisso aussi appelées les chutes du barrage hydroélectrique de Tinkisso ont 70 mètres (230 pieds) de large et 45 mètres (148 pieds) de haut. Le débit est maximal pendant la saison des pluies, lorsque le fleuve coule près de dix fois plus fort que durant la saison sèche.